# Blessebrugschans
De Blessebrugschans is een schans tussen De Blesse en Wolvega langs de Linde in de provincie Friesland.
De Blessebrugschans maakte in de Tachtigjarige Oorlog (1568-1648) deel uit van de Friese waterlinie. Enkele andere schansen zijn de Kuinderschans en de Zwartendijksterschans. De aanval van de Spanjaarden op Friesland bleef echter uit. Tijdens de Tweede Münsterse Oorlog (1672-1674) werd de schans opnieuw in gebruik genomen. Het leger van Bernhard von Galen, bisschop van Münster, viel de schans aan. De aanval in september 1672 werd afgeslagen. Bij de aanval op 5 augustus 1673 werd de waterlinie wel gepasseerd.
Op 5 november 2010 vond er een heropening plaats van de opgegraven en herstelde Blessebrugschans. Bij de uitvoering van het project waren Wetterskip Fryslân en It Fryske Gea betrokken. De aarden wal en de brug zijn met de werkzaamheden hersteld.